# Гребля

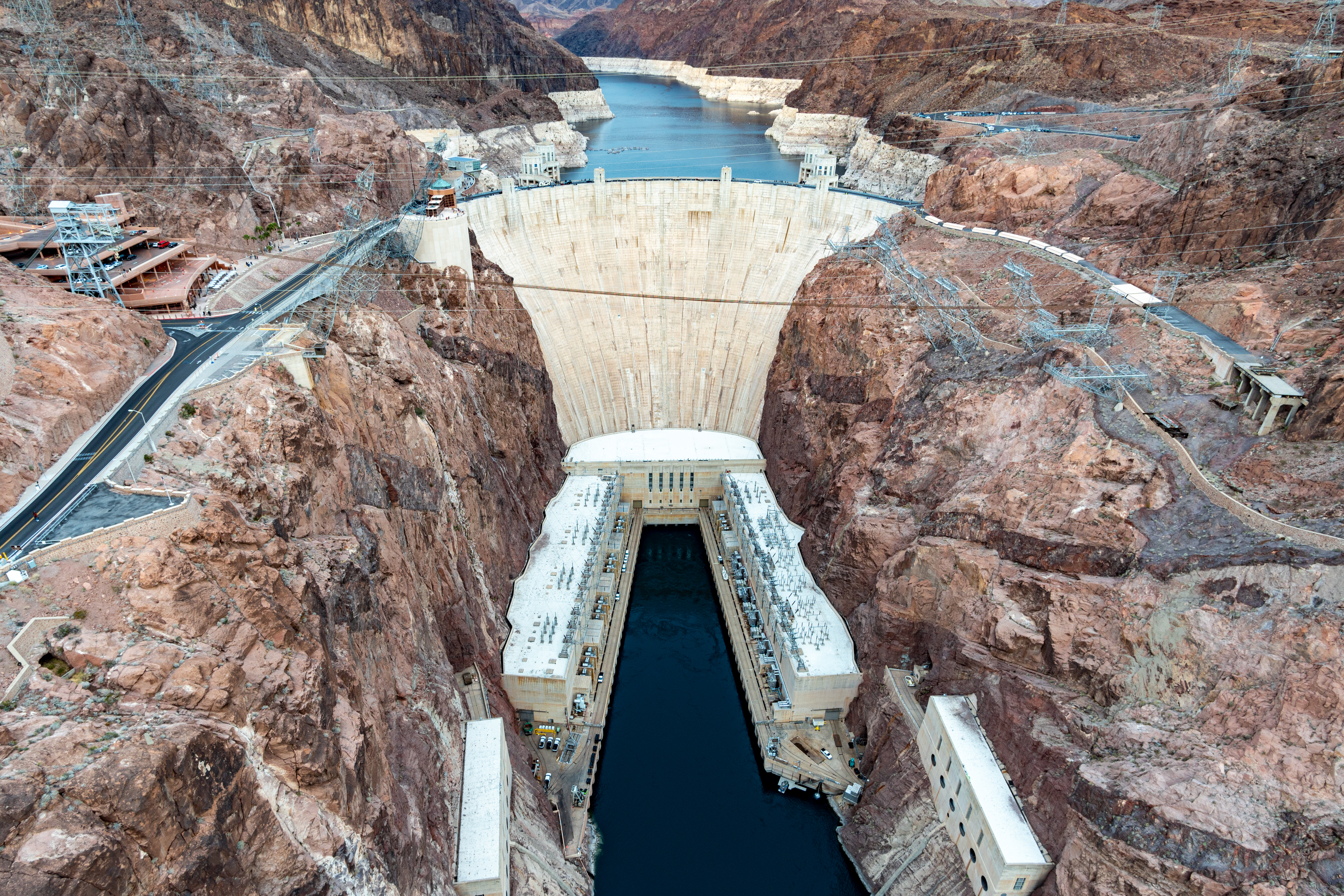
Гребля Гувера — бетонна гребля арково-гравітаційного типу заввишки 221 м

Гре́бля — гідротехнічна споруда, що перегороджує русло річки чи іншого водотоку і його долину для підняття рівня води перед нею з метою створення водосховища, створення напору (підпору) води для використання її енергії в ГЕС, водопостачання населених пунктів чи промислових об'єктів. По верхній частині греблі, зазвичай прокладається транспортна магістраль для проїзду через неї.

## Назва
Назва «гребля» трапляється вже у періоді формування давньоукраїнської мови (XI—XIII ст.).
Менші за розміром греблі, переважно з місцевих матеріалів, також називають га́тками, гатями (не плутати з гатками — настилами для доріг у болотистих місцях), зага́тами, у деяких областях також називалися тамами.
Греблі також іноді звуть «дамбами» (від нід. dam чи ниж.-нім. damm, чиї сліди можна побачити в назвах багатьох міст, таких як Амстердам або Роттердам). Проте вживання цього терміна в значенні «гребля» є неправильним згідно з нормативною термінологією, оскільки «дамба» — це гідротехнічна споруда у вигляді насипу для захисту території від повеней, для оточення штучних водойм і водотоків, для спрямування потоку води в потрібному напрямку. У карпатських районах України дерев'яні або кам'яні загати по берегах гірської річки для захисту берегів від розмивання називають ка́шицями.

Гребля з ґрунту.

## Історія

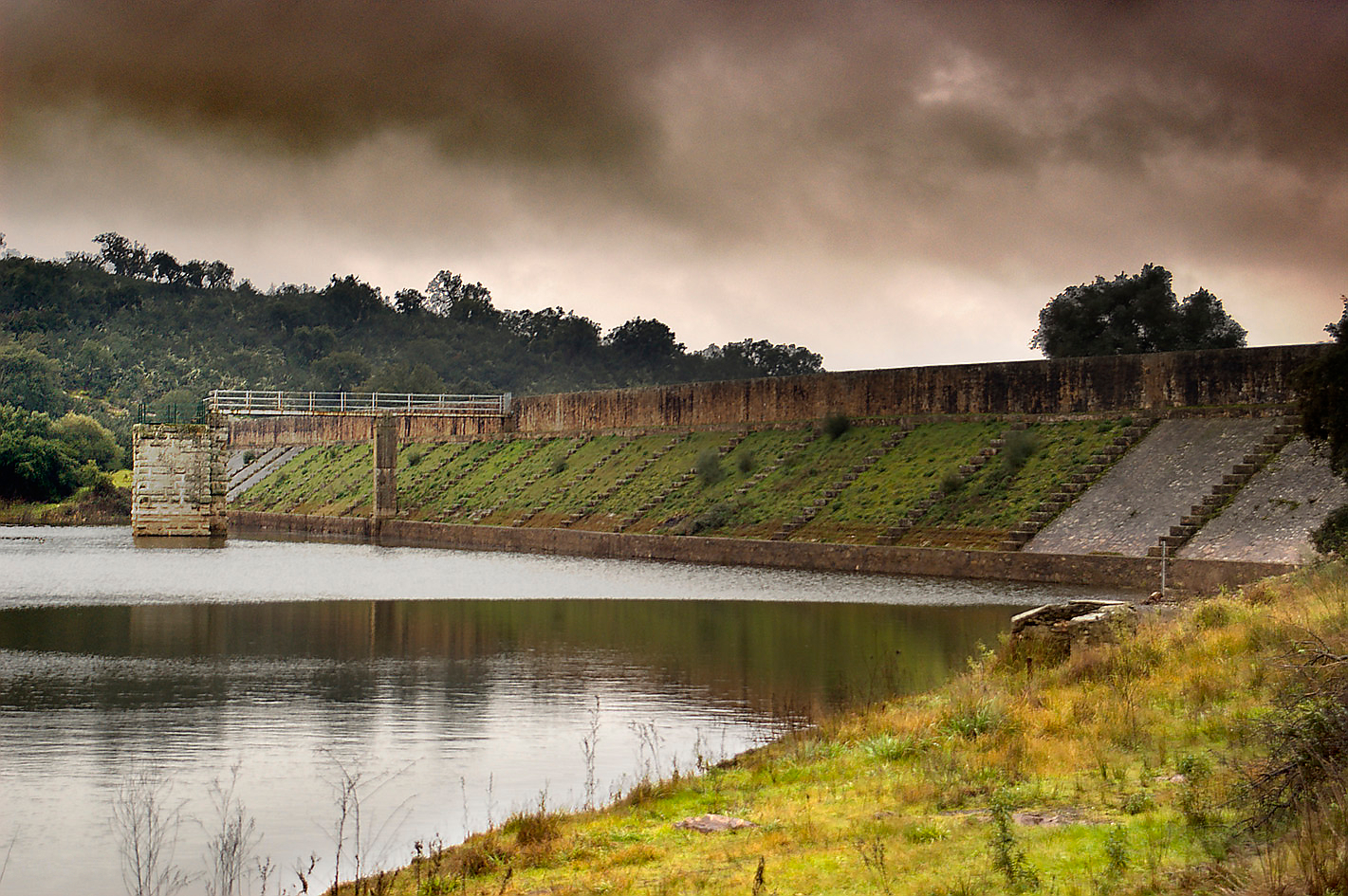
Греблю Корнальво в Іспанії використовують вже протягом майже двох тисячоліть.

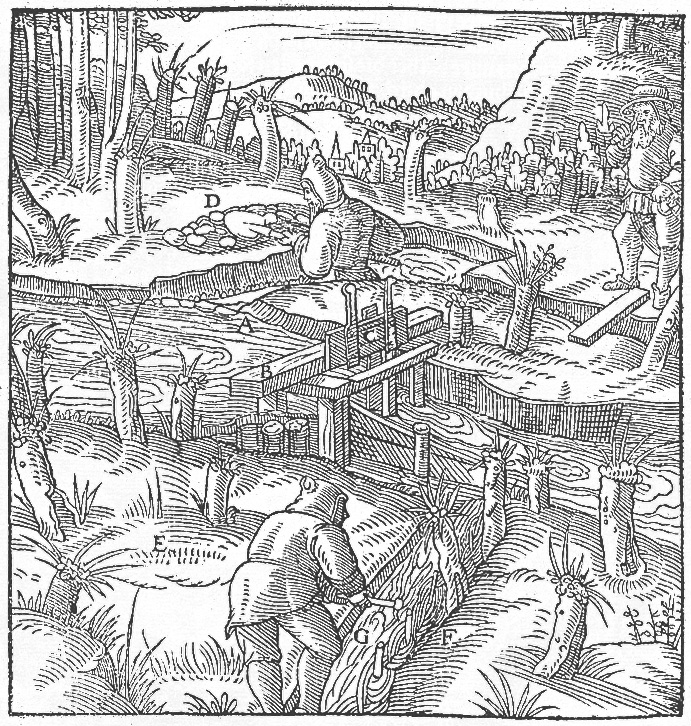
Загата для відведення води при промиванні руди — у праці Георга Агріколи «Про гірничу справу та металургію» (De Re Metallica), 1556 р.

Перші стародавні греблі були побудовані в Месопотамії та на Близькому Сході. Їх використовували для контролю рівня води Тигру та Євфрату, які під час сильних дощів ставали непередбачуваними.
Стародавня гребля віком 5,1 тис. років з водосховищем і водоскидом в Китаї була визнана найбільш ранньою з відомих іригаційних споруд. Вона була побудована близько 5,1 тис. років тому на притоці річки Цінмуданхе, а пізніше розширена як у висоту, так і в ширину. Дана гребля мала висоту 2 м та довжину 180 м. На схід від неї знаходилося водосховище, а на захід — зрошувана зона площею 8,5 га, на якій, як з'ясувалося, було рисове поле. Гребля «Сюнцзялін» є частиною руїн «Цюйцзялін», які розташовані у місті Цзінмень провінції Хубей в Центральному Китаї.
Одна з найстаріших гребель з відомих, знаходиться в Яві у Йорданії, за 100 км на північний схід від Аммана. Гребля гравітаційного типу була кам'яною стіною заввишки 9 м та 1 м завширшки. Підтримував її земляний вал завширшки 50 м. Ця гребля датована 3000 р. до н. е..
Іншим древнім прикладом є Аль-Садд Кафара, що розташована у Ваді аль-Ґараві, за 25 км на південь від Каїру. Гребля шириною у 102 метри у найдовшому місці та заввишки 87 метрів була побудована близько 2800 р. до н. е. або 2600 р. до н. е. як розподіляюча гребля для контролю підйому води у річці. Була зруйнована в результаті сильних дощів безпосередньо перед або відразу після завершення будівництва.
Прикладами гребель, побудованих у Стародавньому Римі, можуть бути три будівлі в Суб'яко на річці Аніо в Італії або греблі в Меріді в Іспанії.
Однією з найстаріших, існуючих і донині, вважається гребля Qattinah в сучасній Сирії. Її створення датується періодом царювання єгипетського фараона Сеті (1319—1304 рр. до н. е.). Пізніше була збільшена римлянами та у сучасний період у 1934—1938 рр. Гребля досі постачає водою сирійське місто Хомс.
Потужною греблею, побудованою з неотесаного каменю є Калланаї, 300 м в довжину, 4,5 м на 20 м в ширину, що розташована на річці Кавері в Індії. Її основні споруди були побудовані в другому столітті нашої ери і їх вважають одними з найстаріших водорозподільних і водорегуляційних споруд у світі з тих, що використовують нині.
Вона була побудована з метою розподілу води річки на родючий регіон дельти через зрошувальні канали.
Ду Цзян Янь є найстарішою існуючою іригаційною системою в Китаї, що містить греблю. Її будівництво було закінчено в 251 р. до н. е. Потужна земляна гребля, розроблена міністром держави Чу Sunshu Ао, затоплювала долину у північній частині сучасної провінції Аньхой і утворювала величезне водосховище (100 км в діаметрі). Це водосховище існує і донині.
В Ірані греблі використовували для підйому води з допомогою водяного колеса-норії. Перша така споруда була побудована в Дезфулі, яка піднімала воду на 50 ліктів) та постачала її усьому місту. Також були відомі відвідні греблі. Греблі побудовані при млинах мусульманськими інженерами під час Ісламської аграрної революції називалися Pul-i-Bulaiti. Перша з них була побудована в Shustar на річці Карун, Іран, і багато з них були побудовані пізніше і в інших частинах ісламського світу. Вода була підведена із задньої частини греблі через велику трубу, яка падала на водяне колесо.
У Нідерландах, що розташовані переважно на депресіях, греблі використовували для блокування річок, для того щоб відрегулювати рівень води і не дати морській воді затопити території, що лежать нижче рівня моря. Цей тип греблі(дамби) часто давав початок виникненню міста, і тому вона з'являлася у назві, наприклад, Амстердам (раніше Amstelredam) був створений після установки греблі на річці Амстел в кінці XII століття і, в той час як Роттердам від греблі на річці Ротте, притока Ньїве-Маас. Головна площа Амстердама, ймовірне місце розташування першої греблі, досі називається Dam.

## Основні поняття та характеристики
Спільні для усіх видів гребель визначення понять:
- водотік — водний об'єкт, що характеризується рухом води в напрямі ухилу у заглибленні земної поверхні;
- верхній б'єф — акваторія, що утворюється перед греблею;
- нижній б'єф — водотік за греблею;
- напірна грань (напірний укіс) — поверхня греблі з боку верхнього б'єфа;
- низова грань (низовий укіс) — поверхня греблі з боку нижнього б'єфа;
- підошва (підземний контур) — основа греблі, що контактує з ґрунтом, на якому вона зведена;
- гребінь — верхня горизонтальна частина греблі, на якій зазвичай розміщають транспортні магістралі;
- підпір — піднесення рівня води, що виникає внаслідок перегороджування або звуження русла водотоку чи змін умов стікання підземних вод;
- рисберма — укріплення русла потоку в межах гідротехнічної споруди безпосередньо за водобоєм.

Гребля характеризується наступними величинами:
- рівень мертвого об'єму — об'єм, що призначений для осадження наносів за весь термін експлуатації водосховища. При забиранні води з водосховища для водопостачання рівень води у ньому не повинен бути нижчим за рівень мертвого об'єму;
- нормальний рівень підпору — рівень, що відповідає розрахунковому об'єму водосховища;
- форсований рівень підпору — максимально можливий (аварійний) рівень води у водосховищі, перевищення якого є недопустимим.

## Класифікація гребель за видами матеріалів

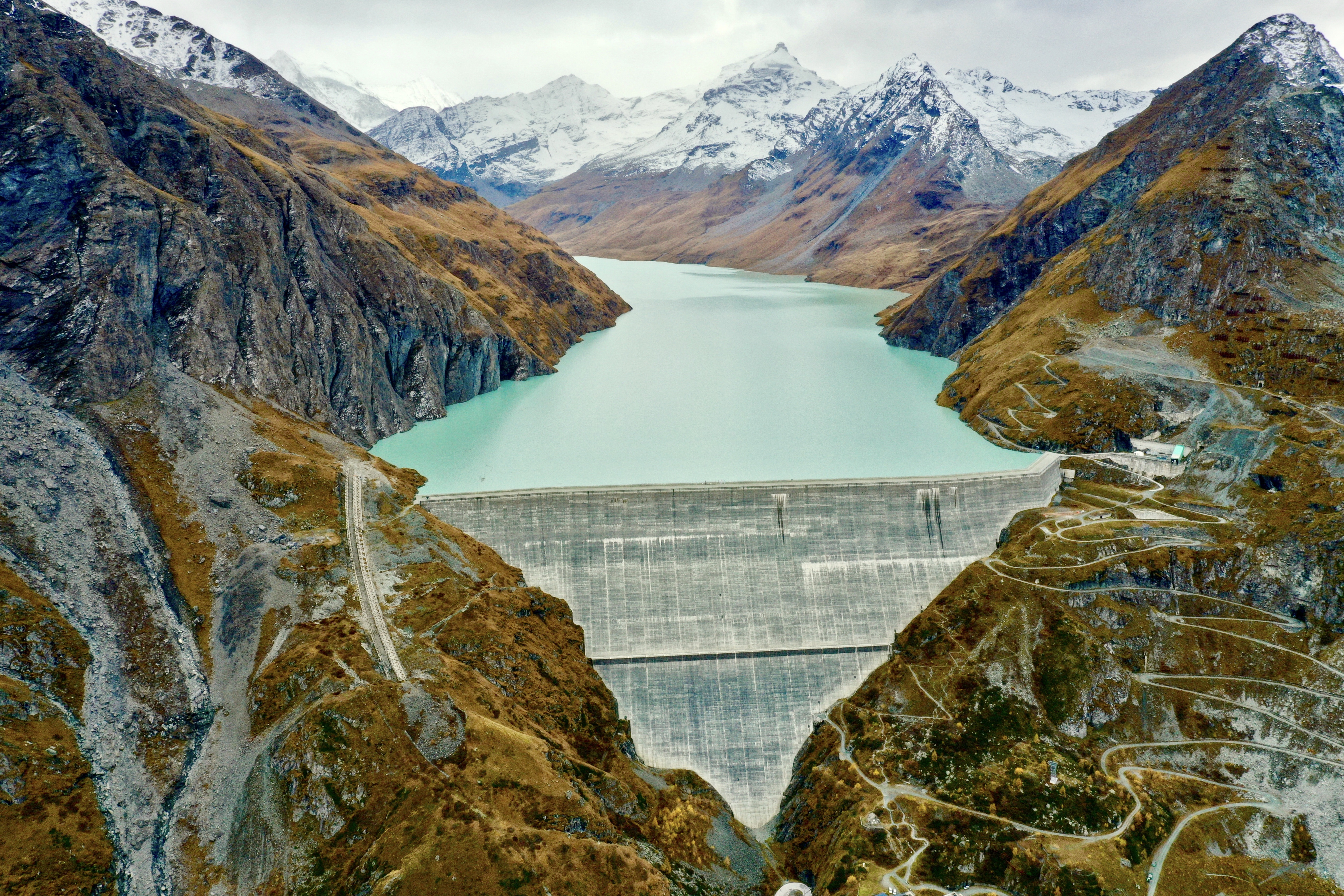
Гранд Діксенс (Швейцарія) — найвища (285 м) бетонна гребля гравітаційного типу

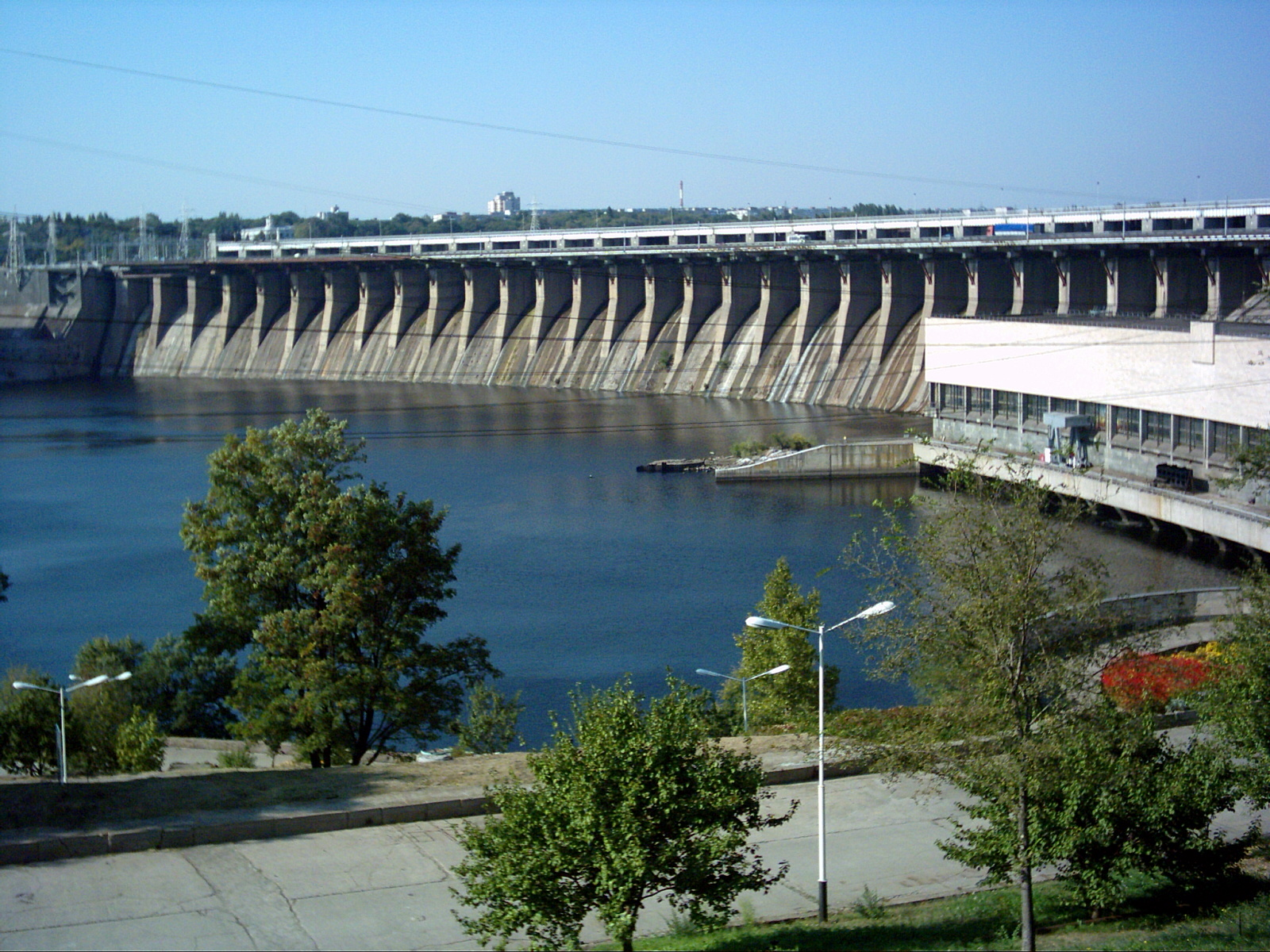
Гребля масивно-контрфорсного типу Дніпровської ГЕС (висота 60 м)

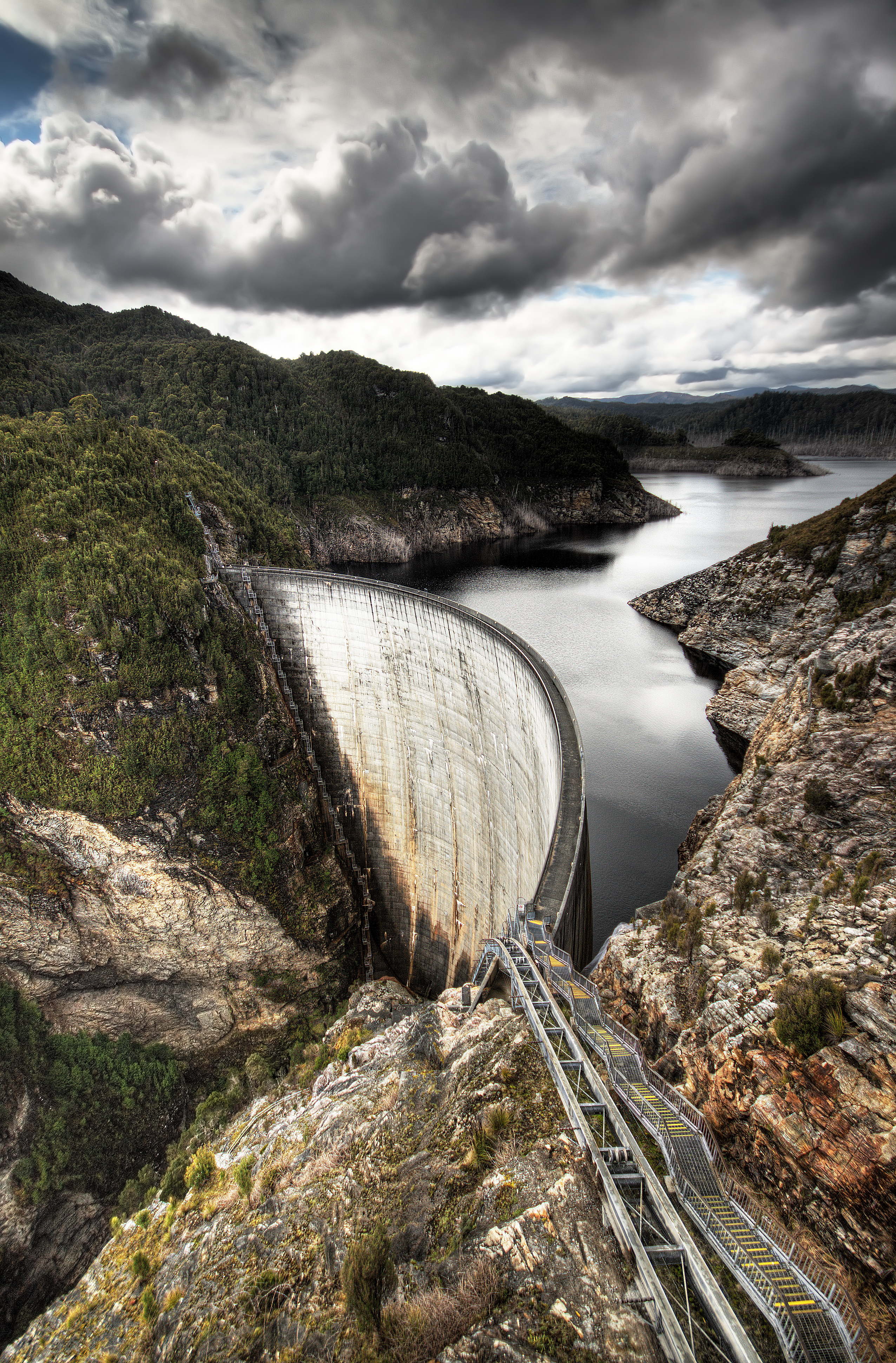
Гребля Гордона — гребля аркового типу заввишки 140 м (Австралія)

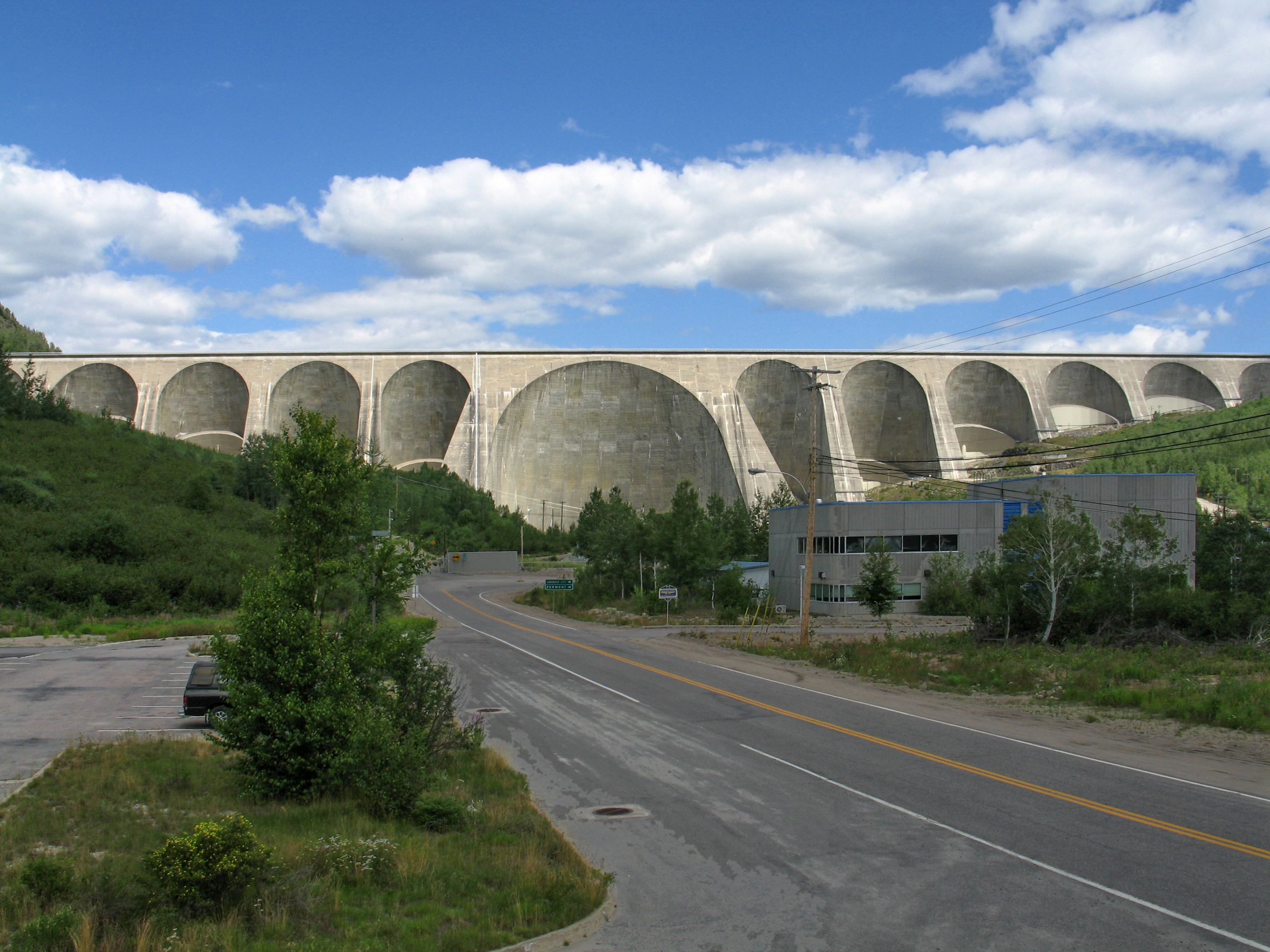
Багатоаркова гребля Данієля-Джонсона (214 м) ГЕС Манік-5 у провінції Квебек (Канада)

Греблі за матеріалами, які використані для їх спорудження бувають наступних типів: насипні, суцільнокам'яні, металеві, дерев'яні та комбіновані.

### Насипні греблі
Див. також Греблі з ґрунтових матеріалів.
Насипні греблі — це насипи з місцевих ґрунтів (пісок, супісок, суглинок, камінь). Основу такої греблі роблять значно ширшою ніж гребінь, тому що напір води є найбільшим саме біля основи греблі. Шар каменю захищає греблю від розмивання. У товщині греблі міститься водонепроникний бар'єр — бетонні куліси. Такі греблі будуються зазвичай на широких річках, тому що матеріал для їхнього спорудження порівняно дешевий. Такі греблі стійкі проти зміщення основи, проте схильні до підмиву та руйнування. Земляні греблі з напором до 15 м називають низькими, 15—50 м — середньонапірними, понад 50 м — високонапірними; кам'яні і камінно-земляні з напором до 20 м називають низькими, 20—70 м — середньонапірними, 70—150 м — високонапірними і понад 150 м — надвисоконапірними.
Насипні греблі з каменя в залежності від конкретних умов будівництва можуть зводитися насипанням, накидкою вибухом, механічною накидкою та сухою кладкою. Кам'яні греблі зводять із примусовим ущільненням матеріалу, що украдається або без ущільнення. Обов'язковим елементом насипної греблі є дренаж — система каналів, що призначені для збору та транспортування у задане місце фільтраційної води, яка проходить через тіло греблі.
Всі насипні греблі мають трапецієподібний поперечний переріз з ламаним профілем напірного і низового укосів. Верхні кромки укосів на рівні гребеня називають брівками, а нижні, зумовлені топографією створу греблі — підошвами. На укосах через певні розрахункові висотні інтервали розташовують горизонтальні ділянки — берми, що призначені для забезпечення проїзду транспортно-будівельної техніки при будівництві та експлуатації, а також для підвищення стійкості укосів. Для захисту укосів насипних гребель від руйнування хвилями застосовують різні матеріали — бетонні або залізобетонні плити, камінь, асфальтобетон, біологічне укріплення (висаджування швидкозростаючих багаторічних трав і рослин).

### Суцільнокам'яні греблі
Див. також Бетонні греблі
Суцільнокам'яні греблі здебільшого будують із бетону або залізобетону. Їх споруджують у вузьких, глибоких ущелинах, оскільки тільки бетон здатен витримати сильний напір на основу греблі. Найпростіший тип такої греблі, посилена гребля, основа якої набагато ширша, ніж гребінь. Бетонні та залізобетонні греблі на не скельних основах можна будувати висотою не більше 45 м. На скельних основах висота греблі не обмежується і визначається конкретними геологічними, гідрогеологічними та сейсмічними умовами району будівництва.

### Дерев'яні греблі
Дерев'яні греблі — це греблі, основні конструктивні елементи якої виконані з дерева переважно хвойних порід (сосна, ялина). Дерев'яні греблі будуються для невеликих напорів (2-4 м, рідше 4-8 м і, як виняток, до 16-20 м). Дерев'яні греблі будують дуже рідко, переважно в місцевостях, що мають недорогий і якісний ліс. (Див. також клявза).

### Металеві греблі
Металеві греблі (щитові, розбірно-щитові) будують вкрай рідко через високу вартість металу, зате його широко використовують у гідротехнічних спорудах у вигляді прокату (для засувок, закладних елементів, трубопроводів, резервуарів і т. д.) і як арматура в залізобетонних конструкціях (армопакети, армоферми, каркаси, сітки).

## Види гребель за способом сприйняття навантажень
Греблі за способом сприйняття навантажень поділяють на декілька видів: гравітаційні, контрфорсні, аркові та комбіновані (арково-гравітаційні).

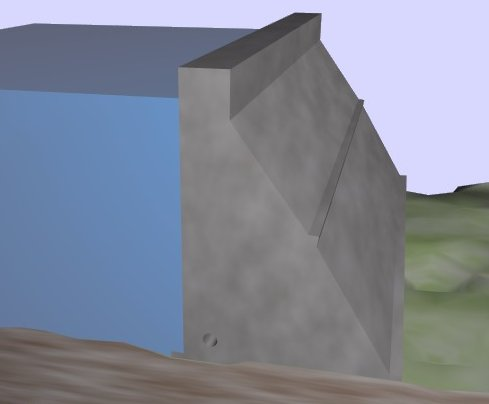
Конструкція гравітаційної греблі
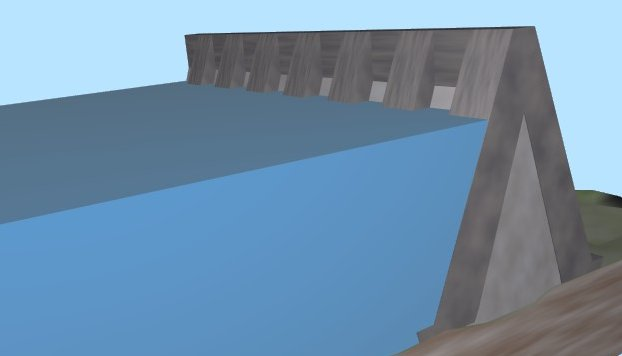
Конструктивні особливості контрфорсної греблі
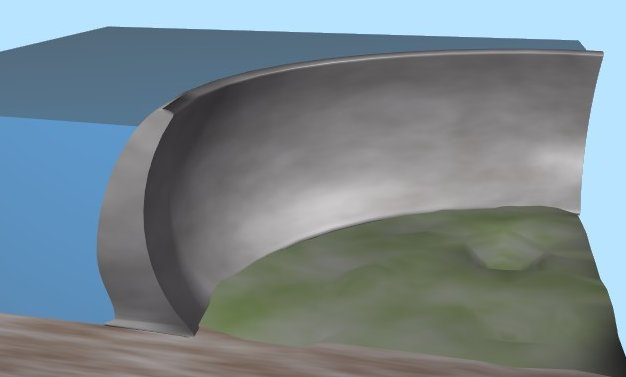
Конструкція греблі аркового типу

### Гравітаційні греблі
Гравітаційна гребля — бетонна або кам'яна гребля, стійкість якої по відношенню до сил зсуву (тиск води, льоду, хвиль та ін.) забезпечується переважно силами тертя у підошві, пропорційними власній вазі греблі. Такі греблі мають значну масу і значний поперечний переріз, за рахунок якого забезпечується більша стійкість.
Це досить поширений тип гребель, який використовують як на скельних (Красноярська ГЕС), так і на нескельних (водозливні греблі волзьких гідровузлів) ґрунтах. Найекономічніші форми контуру поперечного профілю гравітаційних гребель близькі до трикутника або трапеції. Основний параметр гравітаційної греблі — відношення товщини греблі по підошві до її висоти — залежить від характеру ґрунту чи порід підошви і коливається від 0,6 (скеля) до 1,2 (глина). Найбільшу висоту (300 м) має камінно-земляна насипна гребля Нурецької ГЕС (Таджикистан). За нею за висотою йде гравітаційна бетонна гребля Гранд Діксенс (висота 285 м, довжина 700 м, ширина в основі 200 м, ширина по гребеню — 15 м) у Швейцарії.

### Контрфорсні греблі
Контрофорсна гребля — це гребля, в якій тиск води верхнього б'єфа, сприймається напірним перекриттям (у вигляді плит, склепінь тощо), передається контрфорсам і через останні — підошві. Такі греблі споруджують переважно з бетону та залізобетону. Контрфорси бувають двох типів: масивні (бетонні та бутобетоні) і тонкі (бетонні і залізобетонні) суцільні або наскрізні. Для забезпечення стійкості тонких контрфорсів між ними розташовують балки жорсткості (розпірки), що протидіють подовжньому вигину контрфорсів.
Контрфорсні греблі легші порівняно з гравітаційними. Ці греблі можуть виконуватися з окремих контрфорсів, що примикають один до одного і які мають розширення з боку верхнього б'єфа (масивні оголовки), в цьому випадку греблю називають масивно-контрфорсною (Дніпровська ГЕС). Якщо простір між окремо розташованими контрфорсами перекривають арками, то таку греблю називають багатоарковою контрфорсною. Контрфорсні греблі всіх видів зводять на міцних підошвах.

### Греблі аркового типу
Аркова гребля — криволінійна в плані гребля, міцність якої забезпечує переважно її робота як арки з передачею горизонтального тиску води майже повністю берегам або уступам. Їх відносно, тонкостінні конструкції мають поперечний переріз складного профілю (двоякої кривини або купольного типу), звернене опуклістю в бік верхнього б'єфа. Аркові греблі споруджують переважно з бетону за наявності міцної (скельної) підошви і скелястих берегів. Аркові греблі можуть бути глухими, тобто без скидання води, або водоскидними. Це найлегші греблі, які застосовуються в певних природних умовах і служать для створення високих (до 300 м) і надвисоких напорів.
Залежно від відношення товщини b греблі внизу до її висоти h аркові греблі поділяються на власне аркові (b/h = 0,35) і гравітаційно-аркові (b/h = 0,35…0,6).

## Види гребель за способом пропускання води
За способом пропускання води греблі поділяють на глухі, водозливні та фільтрувальні.
У глухих греблях немає спеціальних пристроїв для пропуску води у нижній б'єф. Водозливні обладнуються водоскидами, які можуть бути поверхневими (водозливи) чи глибинними (водоспуски).
У водозливних греблях воду в нижній б'єф пропускають через гребінь дамби або поверхневі водозливні отвори. Розрізняють:
- водозливи без затвора — пропускна здатність водозливу не регулюється і залежить тільки від рівня води у водосховищі;
- водозливи із затвором — пропускна здатність водозливу регулюється.

Водопропускні споруди можуть розташовуватися як в тілі греблі так і на берегах, забезпечуючи транспортування води в обхід тіла греблі. У деяких випадках греблі з каменю, збудовані без протифільтраційних засобів, забезпечують пропуск розрахункової витрати води в нижній б'єф тільки за рахунок фільтрації потоку крізь тіло греблі (фільтрувальна гребля).
Існують переливні греблі, у яких розрахункові витрати води пропускають в нижній б'єф через поверхневі водозбори або через укріплені укоси греблі. Пропуск води через водозливні отвори на гребені греблі найчастіше регулюється затворами. Водозливні отвори можуть бути використані також для пропуску льоду, іноді дерев'яних лісозаготівельних колод, а при низькому порозі — наносів і, при відповідних швидкостях течії і габаритах отвору, — суден.
Величина напору на гребені водозливу призначається з умов досягнення можливо максимальних питомих (на 1 м довжини греблі) витрат води в кінці укріплення русла за греблею (на рисбермі) в нижньому б'єфі (проте з допустимими щодо захисту споруди від підмивання швидкою течією води), одержання мінімальної загальної вартості споруди, прийнятної висоти затворів і недопущення небезпечної вібрації тіла водозливу. На побудованих водозливних греблях величина напору на гребені зазвичай становить 2…8 м, досягаючи в окремих випадках 15…18 м. Питомі витрати приймаються до 50…60 м3/с на 1 погонний метр довжини водозливу для греблі на нескельних ґрунтах і до 100…120 м3/с — на скельних.

## Найвищі у світі діючі греблі

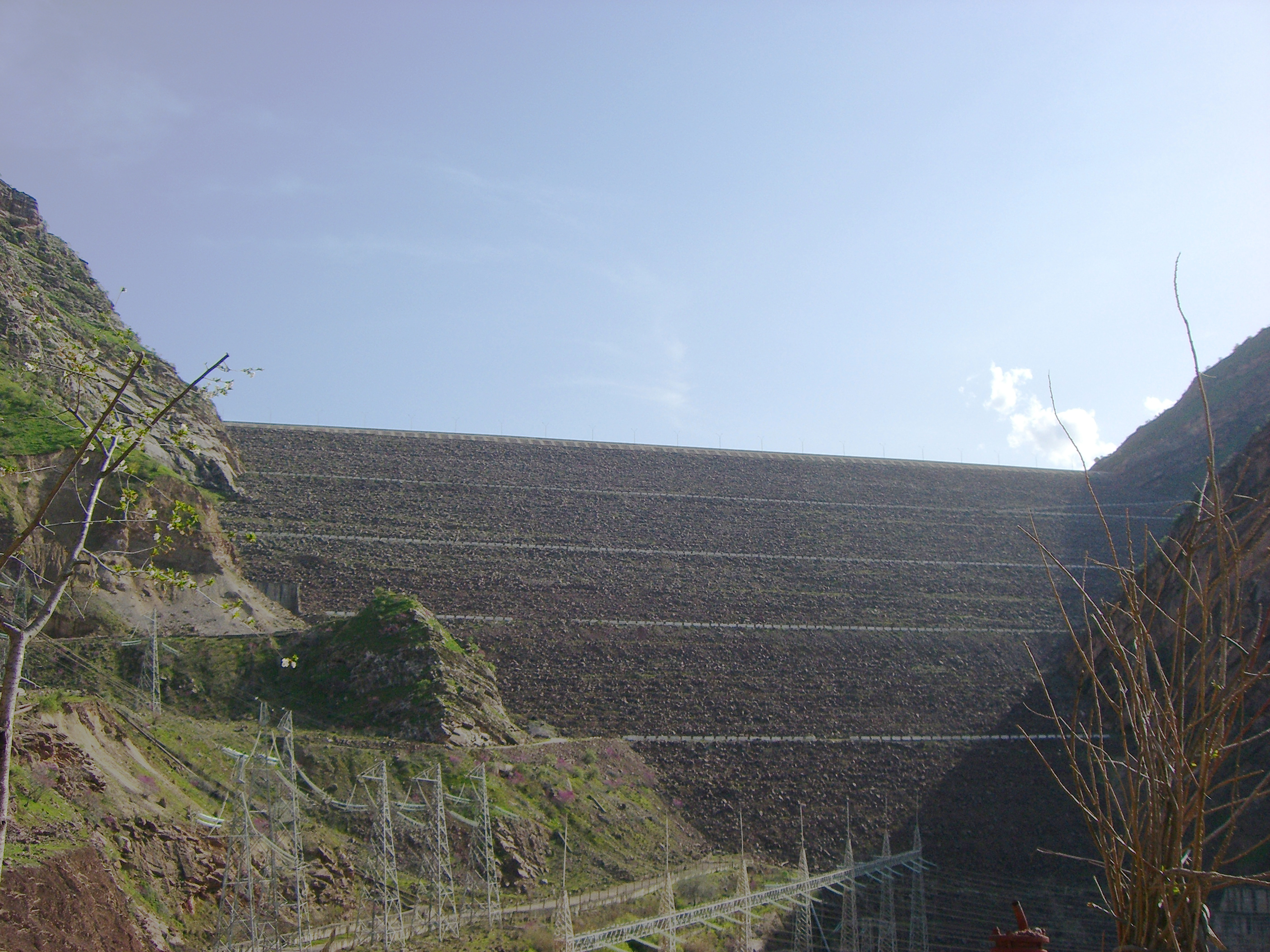
Найвища насипна кам'яно-земляна гребля гравітаційного типу Нурецької ГЕС заввишки 300 м (Таджикистан

| Назва                                          | Висота  | Тип                   | Країна      | Річка     |
| ---------------------------------------------- | ------- | --------------------- | ----------- | --------- |
| Нурецька ГЕС                                   | 300 м   | Земляна, насипна      | Таджикистан | Вахш      |
| Гранд Діксенс                                  | 285 м   | Гравітаційна, бетонна | Швейцарія   | Діксенс   |
| ГЕС Інгурі                                     | 271,5 м | Аркова, бетонна       | Грузія      | Інгурі    |
| Гребля Вайонт                                  | 261,6 м | Аркова, бетонна       | Італія      | Вайонт    |
| ГЕС Чикоасен (англ. Chicoasen Dam)             | 261 м   | Земляна, насипна      | Мексика     | Грихальва |
| ГЕС Техрі (англ. Tehri Dam)                    | 261 м   | Земляна, насипна      | Індія       | Бхагіраті |
| ГЕС Альваро Обрегон (англ. Alvaro Obregón Dam) | 260 м   | Аркова, бетонна       | Мексика     | Ріо Якуї  |
| Гребля Мавосін (англ. Lac de Mauvoisin)        | 250 м   | Аркова, бетонна       | Швейцарія   | Багне     |
| ГЕС Гуавіо (англ. Guavio Dam)                  | 243 м   | Камінно-насипна       | Колумбія    | Гуавіо    |
| ГЕС Міка (англ. Mica Dam)                      | 243 м   | Земляна, насипна      | Канада      | Колумбія  |

## Греблі в Україні

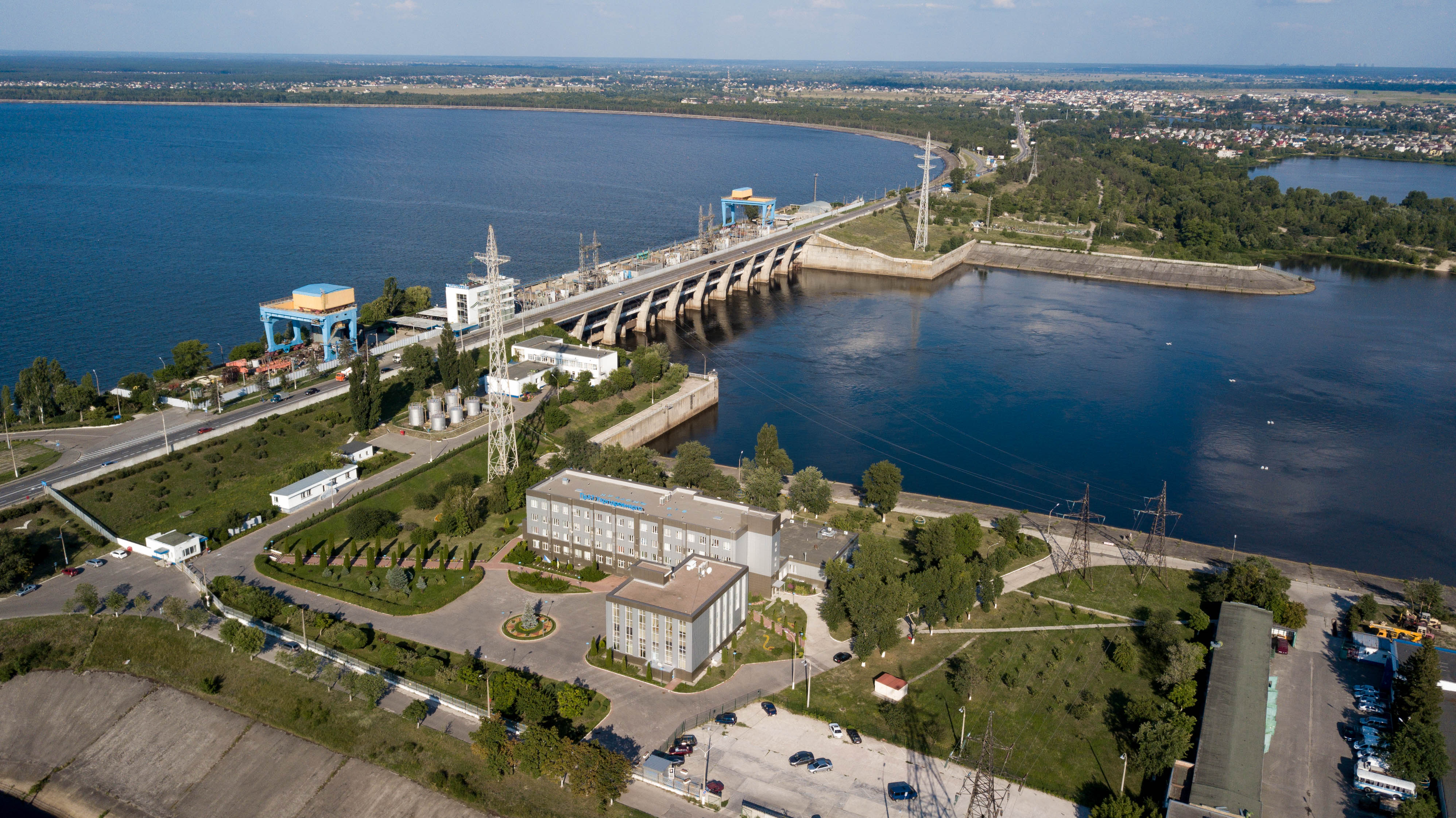
Гребля Київської ГЕС

| Назва                           | Максимальний напір | Тип                                                 | Річка   | Рік введення в дію |
| ------------------------------- | ------------------ | --------------------------------------------------- | ------- | ------------------ |
| Гребля Дніпровської ГЕС         | 60 м               | Бетонна                                             | Дніпро  | 1932               |
| Гребля Дністровської ГЕС        | 60 м               | Бетонна водозливна, кам'яно-земляна                 | Дністер | 1981               |
| Гребля Київської ГЕС            | 22 м               | Водозливна частина бетонна решта — земляна, насипна | Дніпро  | 1964               |
| Гребля Кременчуцької ГЕС        | 17 м               | Залізобетонна, земляна                              | Дніпро  | 1959               |
| Гребля Каховської ГЕС           | 16,5 м             | Залізобетонна, земляна                              | Дніпро  | 1953               |
| Гребля Канівської ГЕС           | 15,7 м             | Залізобетонна, земляна                              | Дніпро  | 1972               |
| Гребля Середньодніпровської ГЕС | 15,5 м             | Залізобетонна, земляна                              | Дніпро  | 1964               |